# Euglossa sapphirina
Euglossa sapphirina là một loài Hymenoptera trong họ Apidae. Loài này được Moure mô tả khoa học năm 1968.